# Metro de Bakú

El Metro de Bakú (en àzeri: Baki Metropoliteni, abans Adına Bakı Metropoliteni, en rus: Бакинскийметрополитенимени В. И. Ленина - el metro del VI Lenin Bakú) és un sistema de metro que serveix a la capital de l'Azerbaidjan, Bakú. Obert el 1967, el sistema es va expandir com una xarxa moderna. Com la majoria dels altres sistemes de l'antiga URSS, moltes de les estacions són adorns nacionals molt profunds i exquisidament adornats, que sovint es barregen amb la ideologia soviètica.

## Història
El metro de Bakú funciona en un disseny soviètic estàndard caracteritzat per tenir ràdios múltiples que s'intersequen al centre de la ciutat. A causa del paisatge desigual de la ciutat algunes estacions són molt profundes mentre que algunes estan realment en el nivell superficial. Totes les set estacions planes profundes tenen un disseny del piló mentre que les estacions planes baixes més comuns es construeixen a l'estàndard del pilar-trispan. Hi ha també una estació superficial. El 2015, el sistema va portar a un total 608.200 de persones de diaris, en 228 vagons del metro.

### Plans d'expansió
Actualment hi ha diversos projectes, però només dos estan en construcció. El 2011, el cap executiu del Metro de Bakú, Taghi Ahmadov, va anunciar plans per construir setanta noves estacions fins al 2040. Algunes d'aquestes estacions serviran per connectar amb la nova estació de bus i l'Aeroport Internacional Heydar Aliyev.

## La xarxa de Metro de Bakú

### Línies
| Línia   | Color   | Tram                        | Obertura | Longitud | Estacions |
| ------- | ------- | --------------------------- | -------- | -------- | --------- |
| Línia 1 | Vermell | İçərişəhər ↔ Həzi Aslanov   | 1967     | 20,1 km  | 13        |
| Línia 2 | Verd    | Şah İsmail Xətai ↔ Dərnəgül | 1976     | 14,5 km  | 10        |
| Línia 3 | Porpra  | Xocəsən ↔ 8 Noyabr          | 2016     | 5,7 km   | 4         |

### Cronologia
| Tramo                        | Obertura               | Longitud |
| ---------------------------- | ---------------------- | -------- |
| İçərişəhər-Nəriman Nərimanov | 6 de novembre de 1967  | 6,5 km   |
| 28 May-Şah İsmail Xətai      | 22 de febrer de 1968   | 2,3 km   |
| Nəriman Nərimanov-Ulduz      | 5 de maig de 1970      | 2,1 km   |
| Ulduz-Neftçilər              | 7 de novembre de 1972  | 5,3 km   |
| 28 May-Nizami Gəncəvi        | 31 de desembre de 1976 | 2,2 km   |
| Nəriman Nərimanov-Bakmil     | 28 de març de 1979     | 0,5 km   |
| Nizami Gəncəvi-Memar Əcəmi   | 31 de desembre de 1985 | 6,5 km   |
| Neftçilər-Əhmədli            | 28 d'abril de 1989     | 3,3 km   |
| Cəfər Cabbarlı               | 27 de desembre de 1993 | N/A      |
| Əhmədli-Həzi Aslanov         | 10 de desembre de 2002 | 1,4 km   |
| Memar Əcəmi-Nəsimi           | 9 d'octubre de 2008    | 2,1 km   |
| Nəsimi-Azadlıq prospekti     | 30 de desembre de 2009 | 1,3 km   |
| Azadlıq prospekti-Dərnəgül   | 29 de juny de 2011     | 1,5 km   |
| Memar Əcəmi-2-Avtovağzal     | 19 d'abril de 2016     | 2,1 km   |
| Memar Əcəmi-2-8 Noyabr       | 29 de maig de 2021     | 1,4 km   |
| Avtovağzal-Xocəsən           | 23 de desembre de 2022 | 2,2 km   |
| Total:                       | 27 estacions           | 40,3 km  |

## Imatges

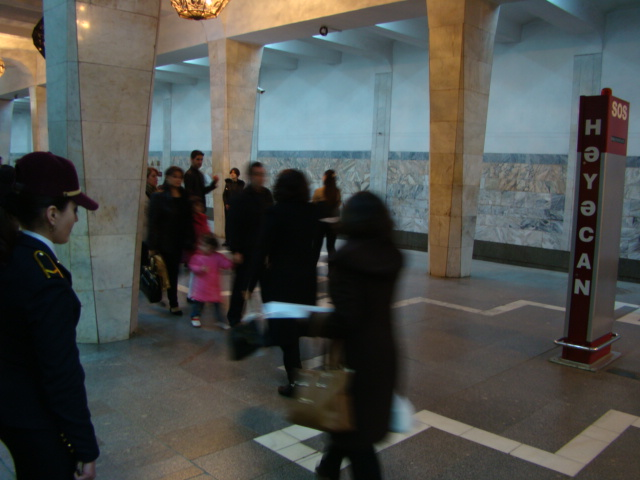
Estació İnşaatçılar.
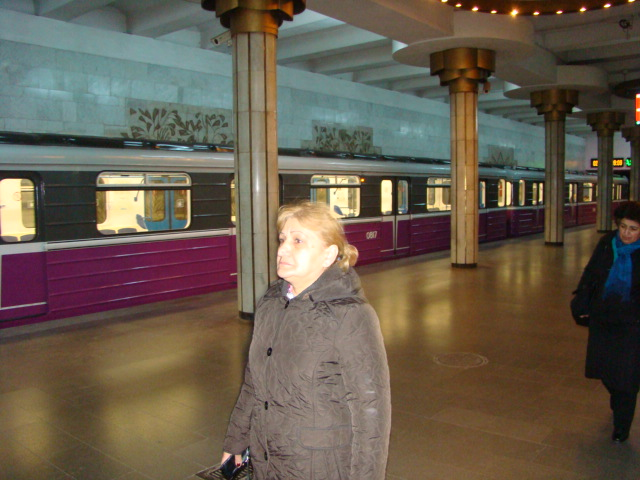
Estació Xalqlar Dostluğu.
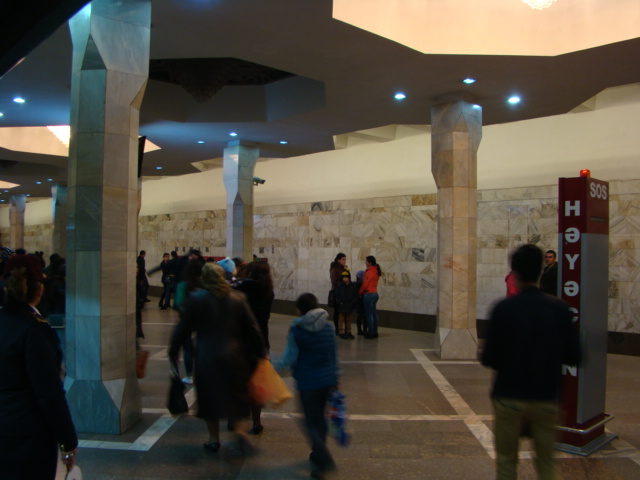
Estació Memar Əcəmi.
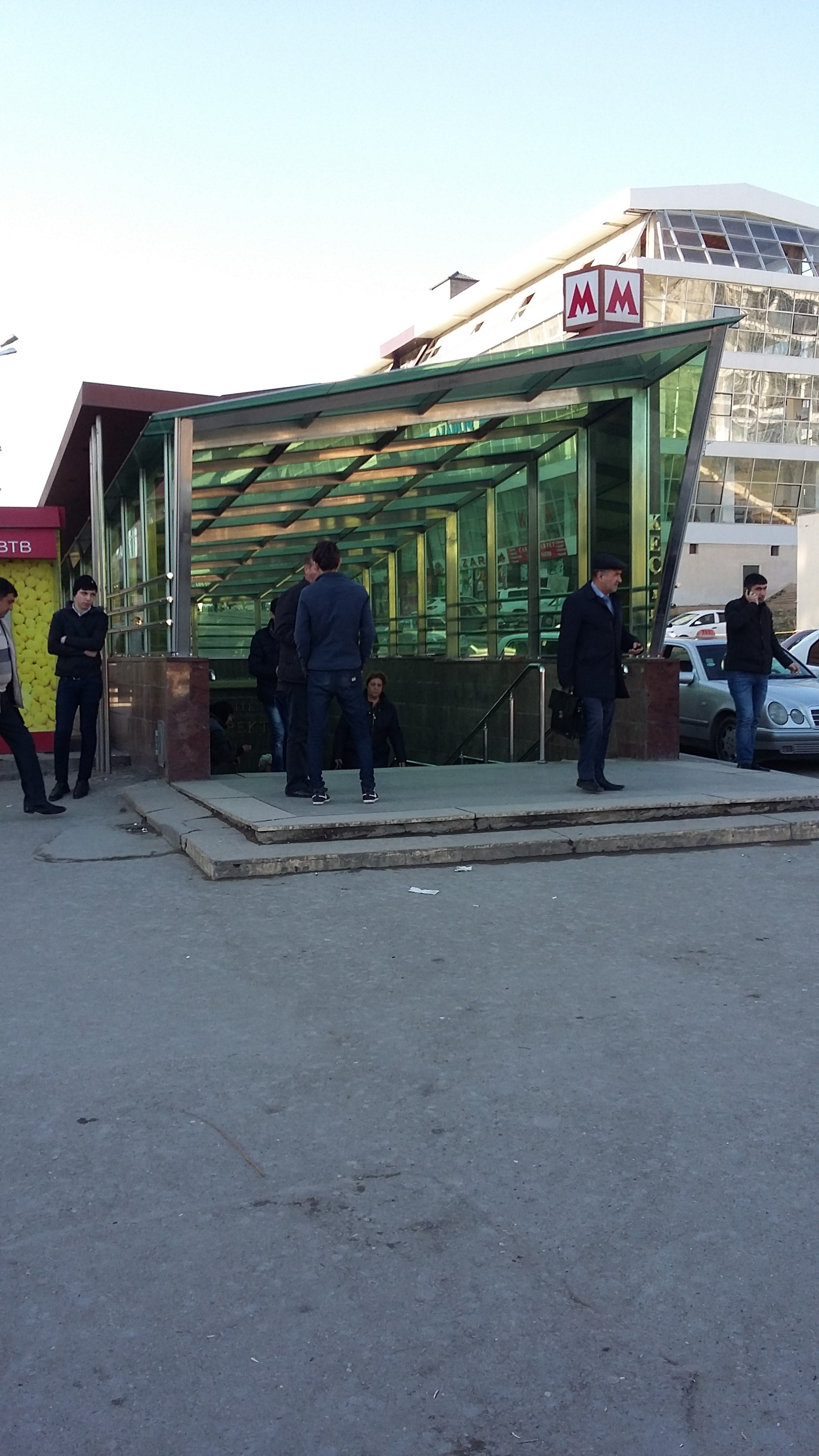
Entrada a l'estació Azadlıq prospekti.
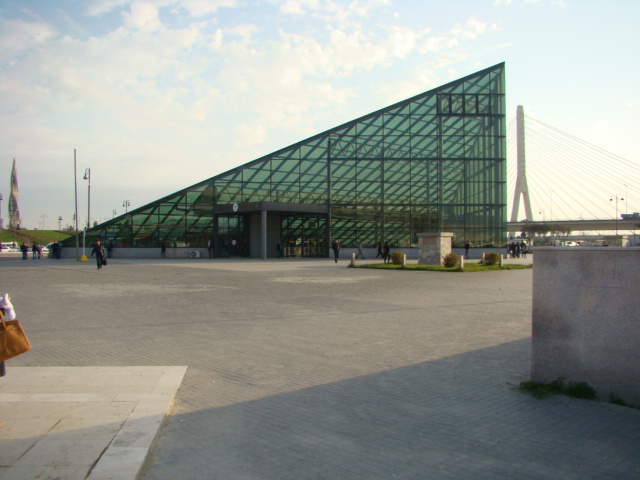
Entrada a l'estació Koroğlu.
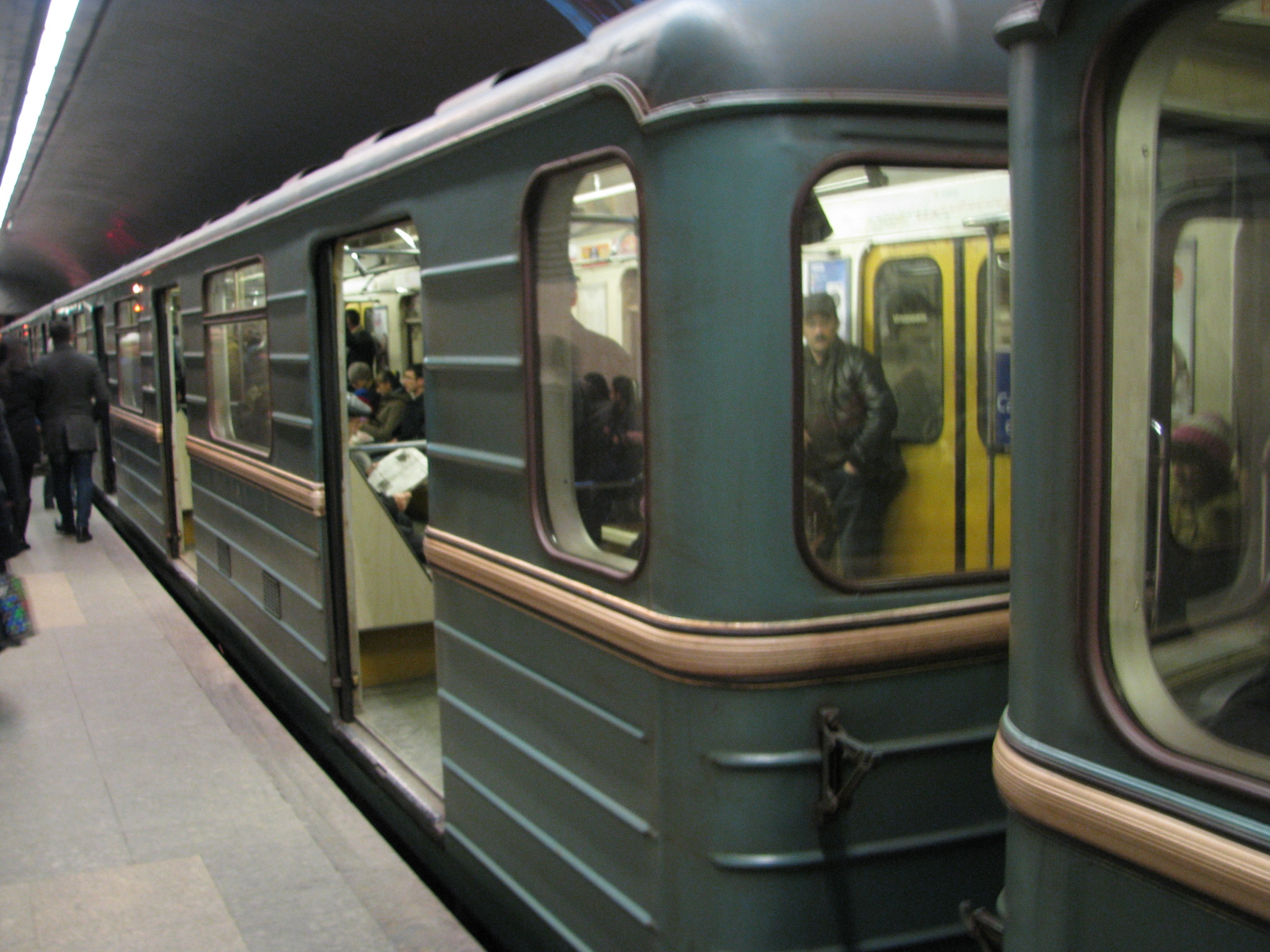
Exterior de l'antic tren del tipus 81-717/714.
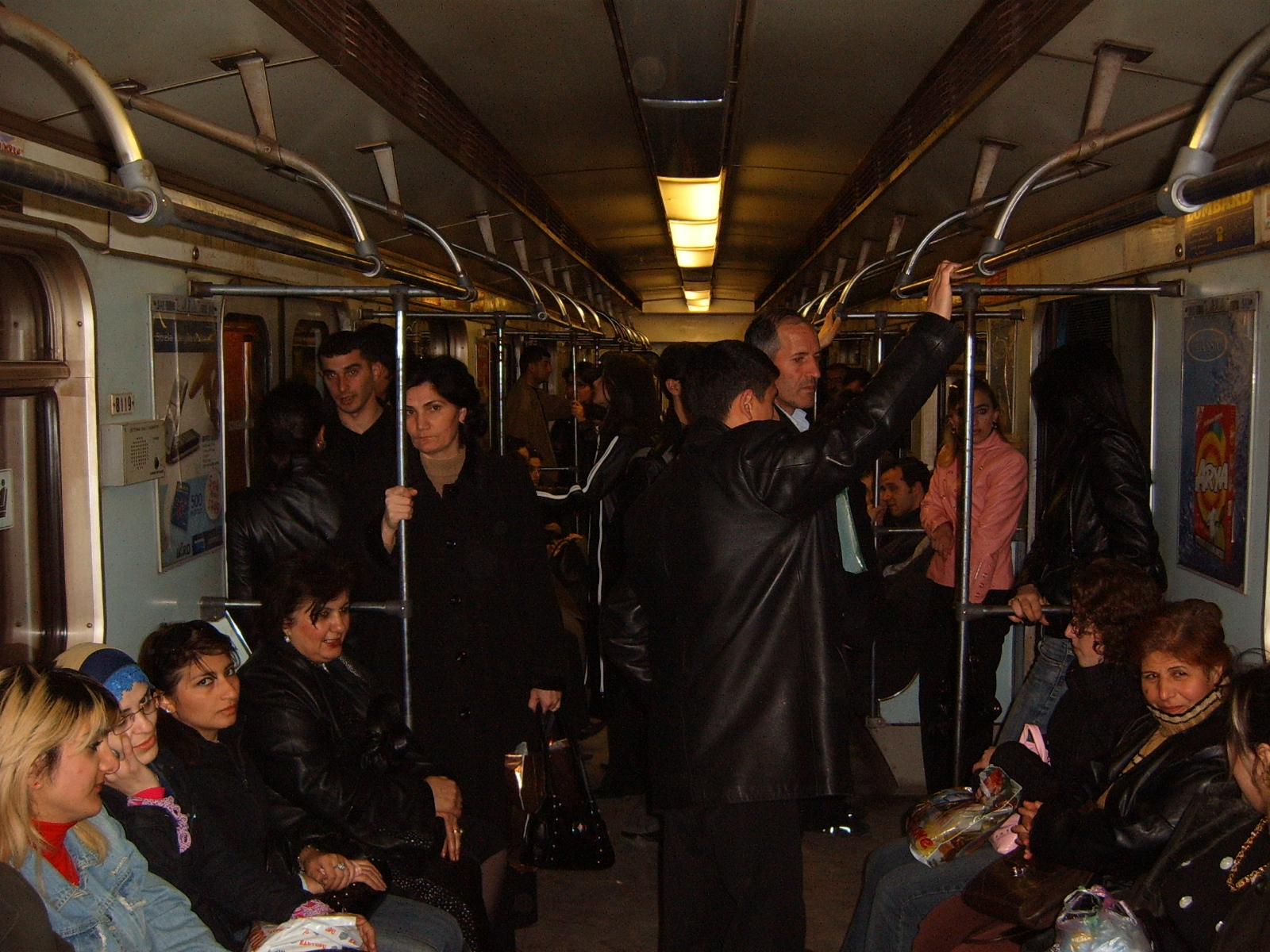
Interior de l'antic tren del tipus 81-717/714.
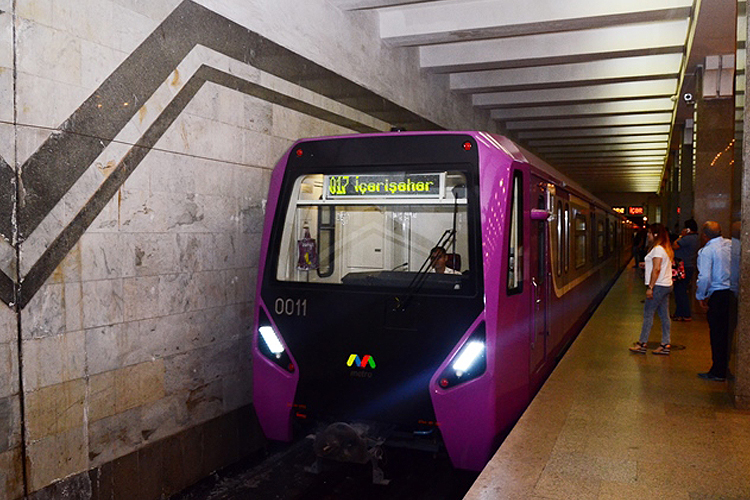
Exterior del nou tren del tipus 81-760B.
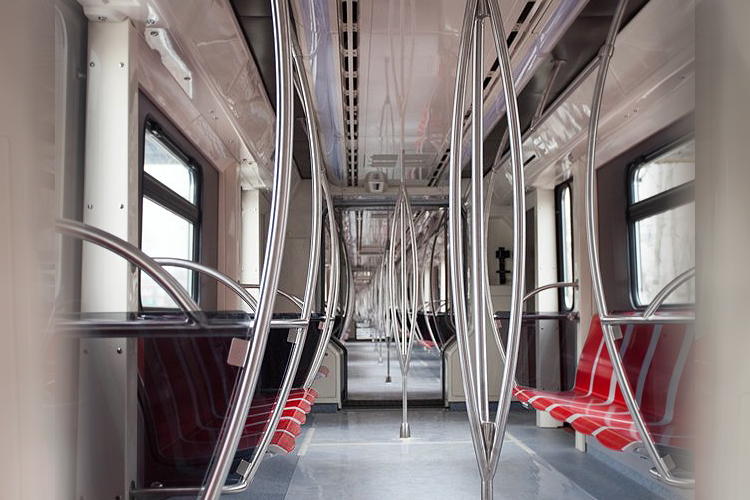
Interior del nou tren del tipus 81-760B.